# Marc Laforet
Pour les articles homonymes, voir Laforêt (homonymie).
Marc Laforet est un pianiste français né à Neuilly-sur-Seine en 1966.

## Biographie
Il a cinq ans à peine lorsque son frère Michel, de six ans son aîné, commence à apprendre le piano, il demande alors à ses parents de prendre aussi des leçons.
Il fait ses débuts encore enfant au Théâtre des Champs-Élysées. Après des études au conservatoire de Boulogne-Billancourt dans la classe de Jacqueline Landowski, il entre au Conservatoire national supérieur de musique de Paris dans la classe de Pierre Sancan où il obtient un premier prix. Encouragé par Arthur Rubinstein, il est lauréat de la Fondation Yehudi Menuhin et médaillé  de la Fondation Cziffra.
En 1977, il est présenté par la presse comme un pianiste prodige et a deux ans d'avance à l'école.
En 1985, au concours Chopin de Varsovie, il obtient le deuxième Prix, le Prix du Public, le Prix des Mazurkas et de la Radio-Télévision. Il entame une carrière internationale, est invité par les orchestres symphoniques et se produit en récital à Paris, aux États-Unis et dans les capitales européennes.
Il s'est produit avec des orchestres renommés tels que l'Orchestre de Paris, l'Orchestre symphonique de Berlin, la Scala de Milan, l'Orchestre symphonique de Monte-Carlo, le Philharmonia Orchestra de Londres, l'Orchestre Philharmonique de Prague, le Tokyo Philharmonic, le Yomiuri Nippon Symphony, l'Orchestre Philharmonique de Varsovie, de Leipzig, de Rotterdam, de Saint-Petersbourg , l'Orchestre National de Belgique, l'Orchestre National de Lille etc., sous la direction de très grands chefs : Daniel Barenboïm, Valery Gergiev, George Prêtre, Rudolf Barchaï , Jean-Claude Casadesus, Vladimir Ashkenazy, Klaus-Peter Flor, Vassili Sinaïski, Armin Jordan, Serge Baudo, Stanislaw Skrowaczewski, Antoni Wit, Eliahu Inbal.
Marc Laforet a enregistré les deux Concertos de Chopin avec le Philharmonia de Londres dirigé par Rudolf Barshaï, les 24 Préludes (op.28) et la 3e Sonate chez Berlin Classics, et l’intégrale des Valses de Chopin chez Arion. Il a également enregistré chez EMI dès 1988 la sonate no 2 de Chopin. Il a également gravé en CD et DVD les deux Concerti de Chopin avec l'Orchestre Philharmonique de Varsovie, sous la direction de Kazimierz Kord .
En 2002, il est nommé conseiller artistique du « European Young Concert Artists Auditions » et directeur artistique de « Classiquaquitaine », festival de musique du Bordelais, aujourd'hui nommé Les Grands Crus musicaux.

## Discographie
- Chopin Ballades & Mazurkas, EMI, 1999.
- Chopin Intégrale des valses, chez Arion (1999, 2010) distribué par Socadisc et par JPC.
- Chopin Préludes op.28 et sonate no 3, Berlin classics.
- Chopin, concertos pour piano no 1 et no 2. Orchestre philharmonique de Varsovie, sous la direction de Kazimierz Kord.

## Théâtre
- 2009 : Feu sacré, pièce-concert d'après les écrits de George Sand et des musiques de Frédéric Chopin, mise en scène Simone Benmussa, avec Macha Méril, Paris, Théâtre de la Porte-Saint-Martin[4],[5].